# Béatrice de Rothschild
Charlotte Béatrice de Rothschild (Parigi, 14 settembre 1864 – Davos, 7 aprile 1934) è stata una socialite e collezionista d'arte francese, faceva parte della ricchissima famiglia di banchieri Rothschild di Francia.
Béatrice era la figlia del barone Alphonse James de Rothschild (1827–1905) grande collezionista d'arte antica e mecenate dei musei francesi e di Leonora de Rothschild (1837–1911), a sua volta figlia di Lionel de Rothschild del ramo "di Londra" della famiglia Rothschild.

## Biografia
Crebbe tra i lussi a Ferrières-en-Brie, dove tenne appartamenti per tutta la vita e nell'hotel di famiglia in rue Saint-Florentin a Parigi, circondata da capolavori.
Di carattere difficile, suo nipote Guy de Rothschild la descrisse come "una ragazza un po' scatenata, di un nervosismo invivibile".

### Matrimonio
Nel 1883 Béatrice de Rothschild sposò il miliardario russo Maurice Ephrussi (1849 – 1916), di quindici anni più vecchio di lei, membro della famiglia Ephrussi, ebrei di Odessa la cui fortuna era legata all'esportazione di frumento e ai movimenti bancari.
Dopo il matrimonio Béatrice e Maurice mantennero una residenza a Monte Carlo e usarono le loro ricchezze per viaggiare per il mondo e acquisire una collezione di dipinti - inclusi grandi maestri - sculture, objets d'art,  rare porcellane e mobili antichi.
Nel 1902 commissionò un Uovo Fabergé, per regalarlo alla futura cognata, Germaine Alice Halphen, in occasione del suo fidanzamento con Édouard Alphonse James de Rothschild.
A causa di una tubercolosi genitale che aveva reso sterile Beatrice, la coppia non ebbe figli; l'unione non fu felice, Béatrice rimproverava al marito la sua dipendenza dal gioco, la coppia si separò nel 1904. Béatrice per motivi di discrezione - il divorzio era disapprovato all'epoca - mantenne il nome di Ephrussi.

### Villa Ephrussi de Rothschild
Nel 1902, il cugino di suo marito, Théodore Reinach iniziò la costruzione di Villa Kerylos, in stile greco, a Beaulieu-sur-Mer, in quella che sarebbe divenuta la Costa Azzurra: quando si recò a visitarla la baronessa Ephrussi de Rothschild si innamorò del luogo e acquistò un appezzamento di terreno di circa sette ettari a Cap Ferrat dove fece costruire la lussuosa Villa Ephrussi de Rothschild, in stile veneziano e di "Goût Rothschild".
Beatrice la riempì con molte delle sue collezioni e vi creò il suo zoo privato con uccelli e animali esotici, come fenicotteri parrocchetti, scimmie, manguste, antilopi e gazzelle.

### Lascito

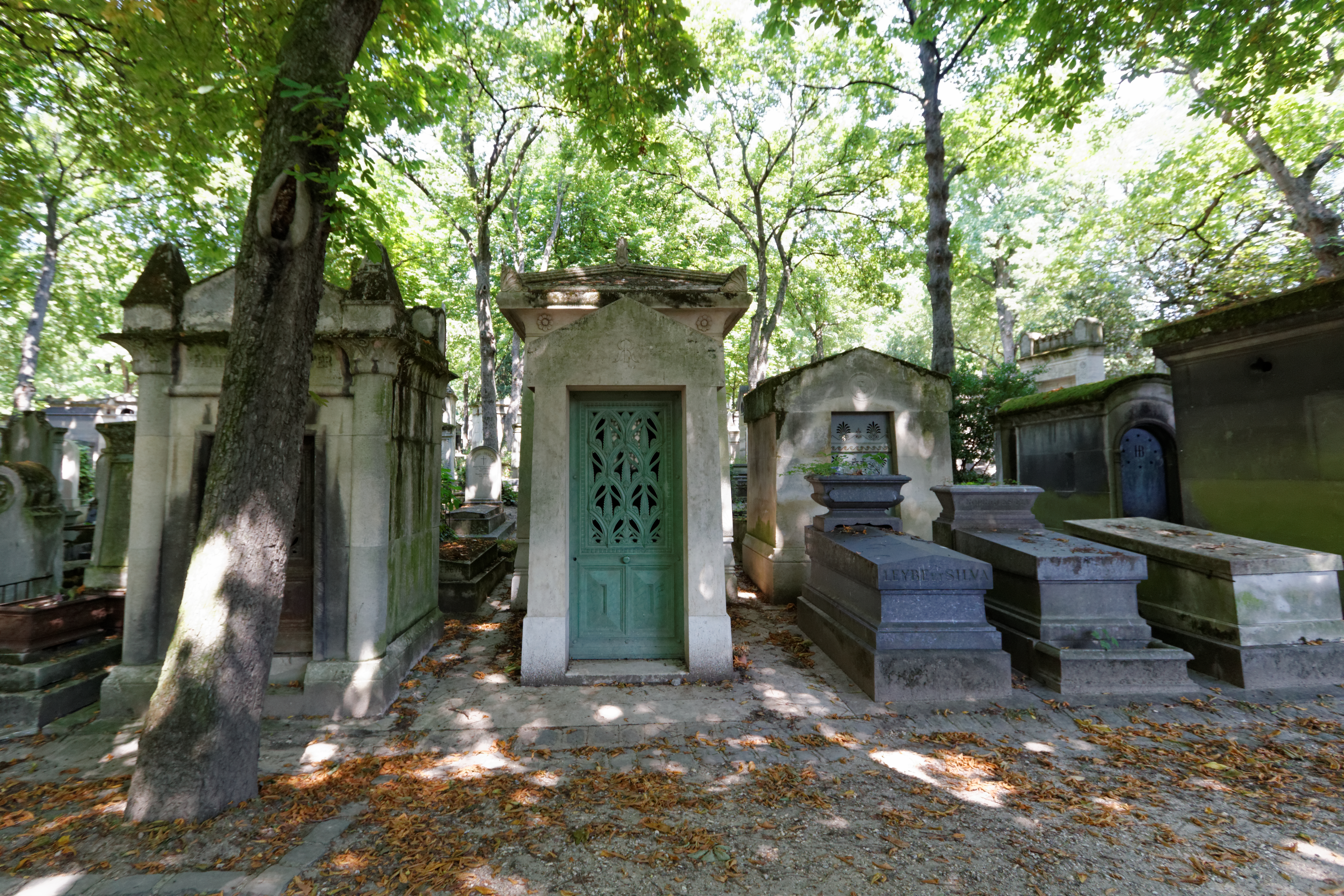
La tomba.

Béatrice Ephrussi de Rothschild morì nel 1934, all'età di 69 anni, a causa di una tubercolosi polmonare galoppante, mentre si trovava all'Hôtel d'Angleterre, a Davos, in Svizzera. Fu sepolta a Parigi, nel Cimitero di Père-Lachaise nella tomba di famiglia.
Non avendo discendenti, fu suo fratello minore, il barone Édouard Alphonse James de Rothschild, a ereditare la sua fortuna.
Nel suo testamento, la baronessa ha lasciato in eredità Villa Ephrussi e le sue collezioni d'arte all'Académie des Beaux Arts, una divisione dell'Institut de France, per farne un museo. Attualmente la proprietà è aperta al pubblico.
Come suo padre, reggente della Banque de France, uno dei principali azionisti della Compagnie des chemins de fer de Paris à Lyon et à la Méditerranée, membro dell'Académie des beaux-arts, o come suo zio Alfred, curatore della Wallace Collection a Londra, Béatrice Ephrussi ha collezionato opere d'arte e residenze.